# Чистое Болото
Чистое Болото — деревня в составе Воздвиженского сельсовета в Воскресенском районе Нижегородской области.

## География
Находится на расстоянии примерно 18 километров по прямой на северо-восток от районного центра поселка  Воскресенское.

## История
Деревня известна с 1859 года, когда она входила в Макарьевский уезд Нижегородской губернии, и в ней было отмечено 16 дворов и 113 жителей. В 1911 году учтено 22 двора, в 1925 году 259 жителей.

## Население
Постоянное население составляло 77 человек (русские 98%) в 2002 году, 80 в 2010 году .